# Kaiserstraße (Lübeck)

Die Lage der Kaiserstraße (rot markiert)

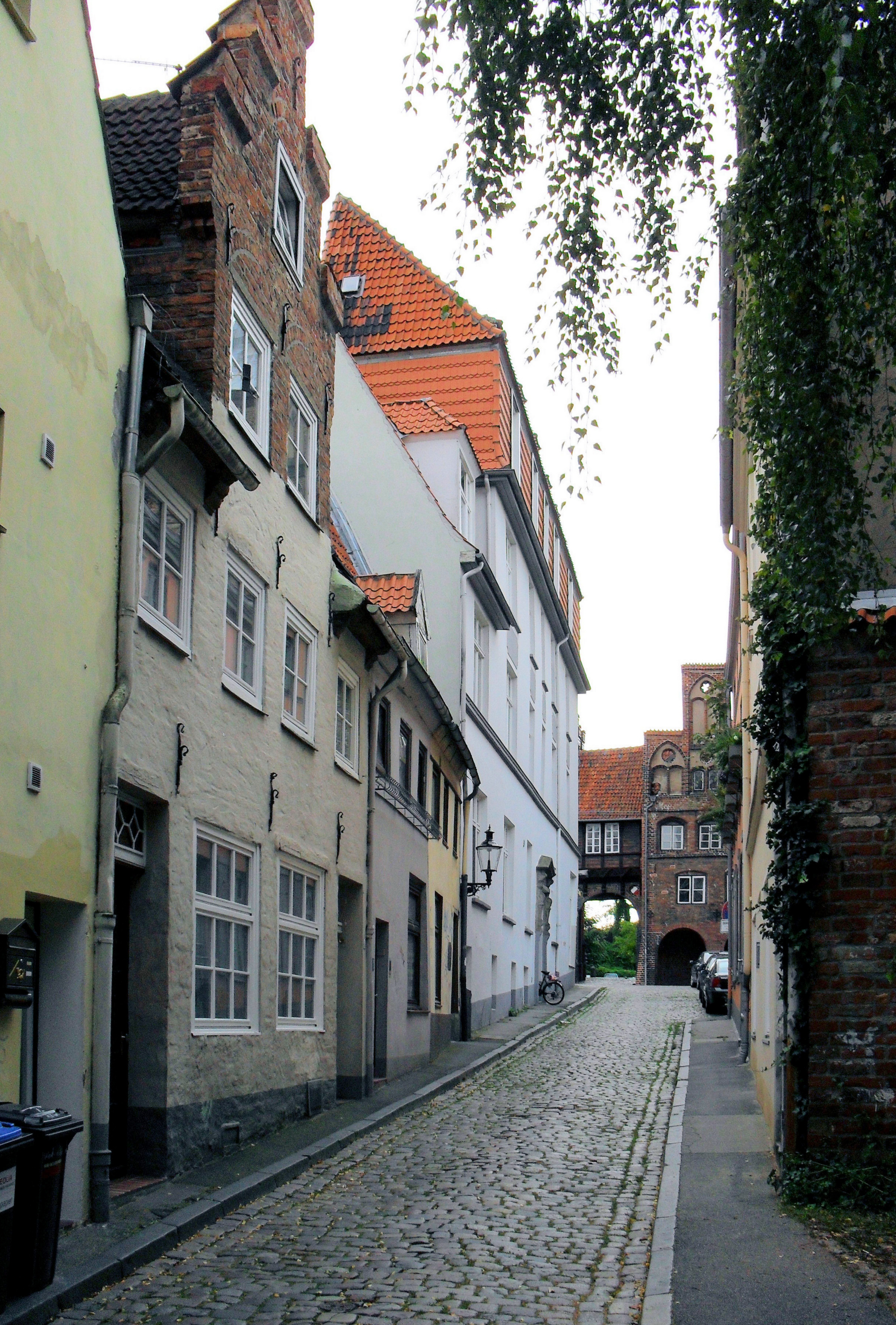
Die Kaiserstraße, Blick hinauf zur Großen Burgstraße

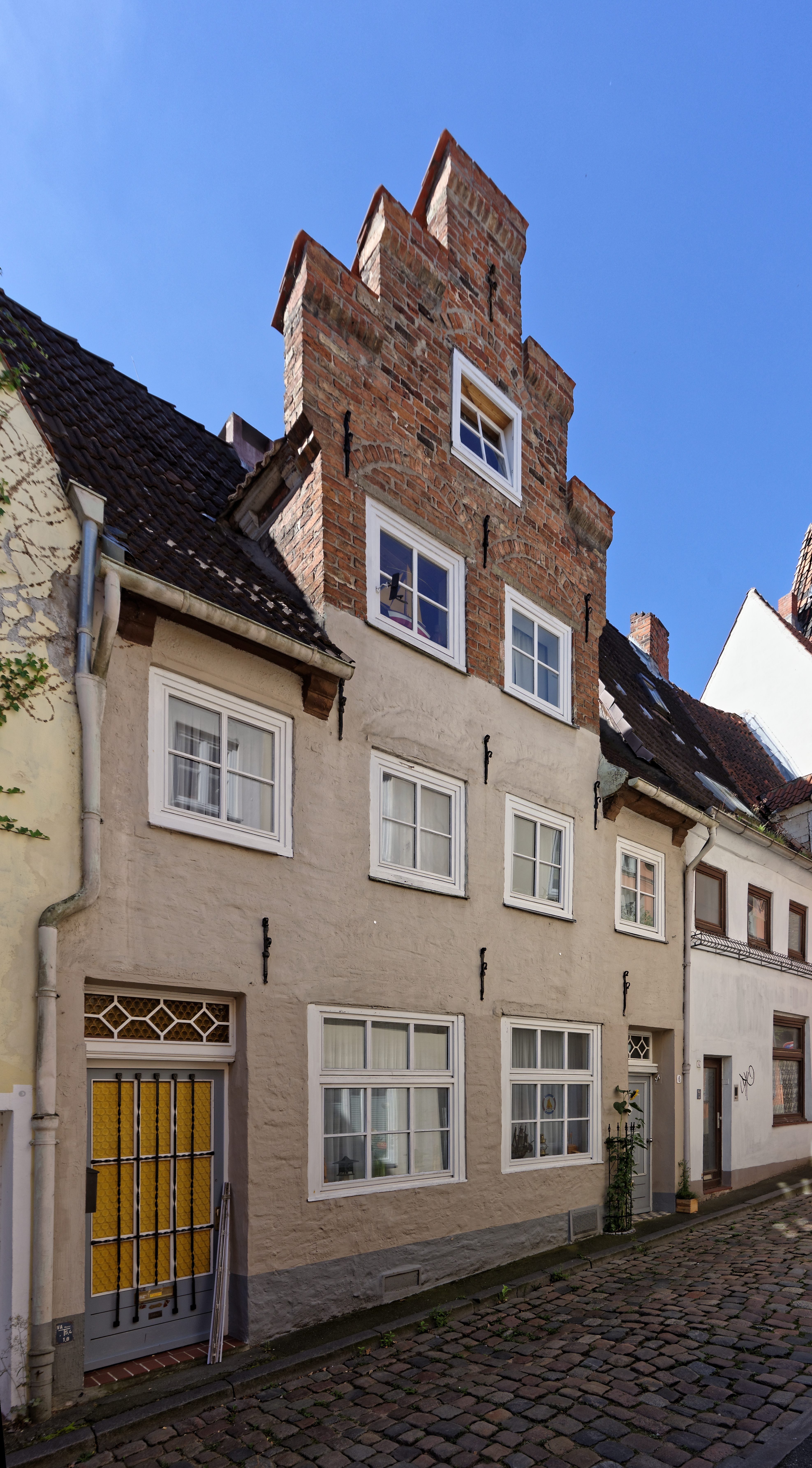
Die Kaiserstraße 6–8

Die Kaiserstraße ist eine Straße der Lübecker Altstadt.

## Lage
Die etwa 60 Meter lange Kaiserstraße im nordöstlichen Teil der Altstadtinsel, dem Jakobi Quartier, verbindet die Große Burgstraße mit der Wakenitzmauer. Sie beginnt unmittelbar am Burgtor, verläuft hangabwärts und endet dort, wo die Wakenitzmauer in den Ida-Boy-Ed-Garten übergeht.

## Geschichte
Erstmals urkundlich erwähnt wird die Kaiserstraße 1308 mit dem lateinischen Namen Platea apud valvam (Straße nahe der Klappe), möglicherweise wegen eines kleinen Durchlasses in der Stadtmauer, an deren Innenseite die Straße verläuft. 1438 ist Platea Caesaris (Kaiserstraße) belegt, 1441 Apud turrim Caesaris (Beim Kaiserturm), abgeleitet vom hier gelegenen, heute noch existierenden Kaiserturm der Stadtbefestigung. 1460 lautet der Name Tegen den Kaysertorm (Gegenüber vom Kaiserturm), 1462 By deme Kaiserthorne, 1592 Kayserstrate. Der heutige Straßenname wurde 1852 amtlich festgelegt.

## Bauwerke
- Kaiserstraße 6-8, 1575 errichtetes Renaissance-Doppelhaus